# Erfolgsauszahlung
Erfolgsauszahlungen sind Auszahlungen, die mit der Nutzung oder dem Verbrauch von Gütern verbunden sind. Sie wirken sich damit auf den finanziellen Erfolg eines Unternehmens aus. Zu Erfolgsauszahlungen zählen damit alle Auszahlungen, die im Rahmen des Beschaffungsprozesses von Gütern für die Weiterverarbeitung im betrieblichen Wertschöpfungsprozess anfallen.